# Оптический прицел ОП

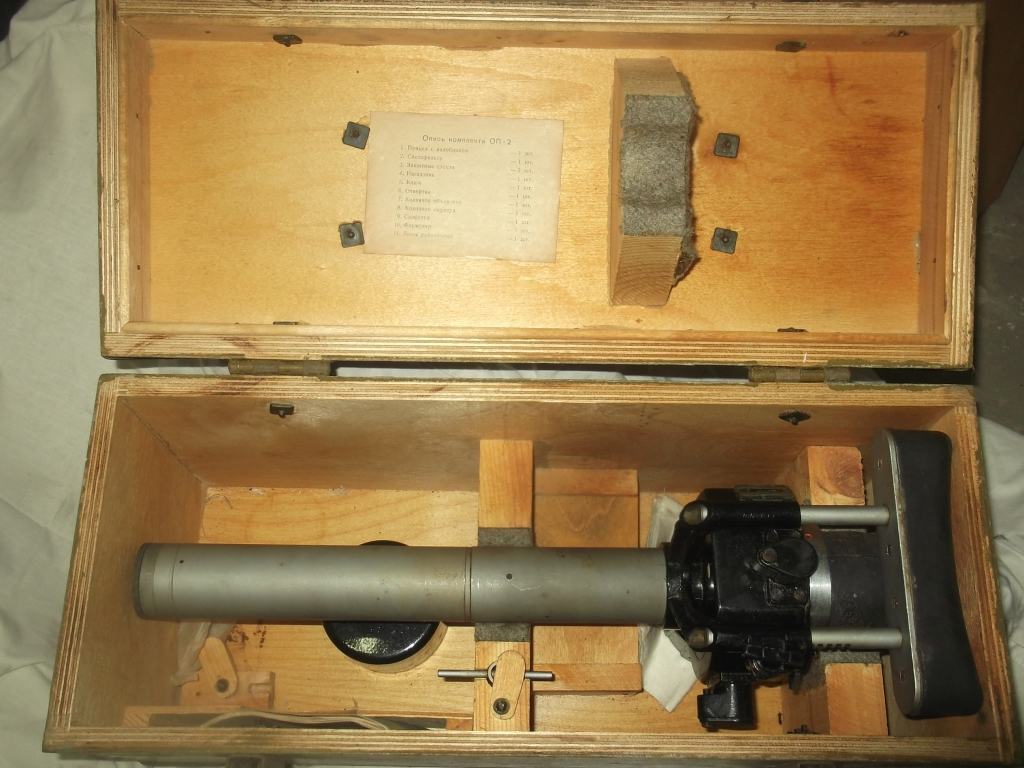
Оптический прицел ОП2-77 к пушке Д-48 в ящике

Оптический прицел ОП — семейство оптических прицелов СССР используемых для стрельбы артиллерийских орудий прямой наводкой.
Имели множество модификаций под разные орудия и условия использования. 
Также вид модификации определяет принадлежность прицела к той или иной артиллерийской системе (пушки типа Т-12, Д-30, Д-48, Д-20, Д-74, Д-44, СД-57, БС-3 и др.) и годом выпуска.

## Модификации прицелов ОП

### Оптический прицел ОП1-7 к 85-мм дивизионной пушке Д-44
Оптический прицел ОП1-7 предназначен для наводки 85-мм дивизионной пушки Д-44 в цель при стрельбе прямой наводкой.
Оптическая характеристика прицела ОП1-7:
Увеличение. . . . 3,5х
Поле зрения . . . 14°
Диаметр выходного зрачка . . . 4,5 мм
Удаление выходного зрачка . . . 24 мм

### Оптический прицел ОП2-7 к 85-мм дивизионной пушке Д-44
Оптический прицел ОП2-7 предназначен для стрельбы прямой наводкой из 85-мм дивизионной пушки Д-44.
Оптическая характеристика прицела ОП2-7:
Увеличение. . . . 5,5х
Поле зрения . . . 11°
Диаметр выходного зрачка . . . 5,5 мм
Удаление выходного зрачка . . . 24,5 мм
Наибольшая возможная величина регулировки прицела по направлению, по высоте . . . ±10 делений угломера

### Оптический прицел ОП2-50 к 57-мм самоходной противотанковой пушке Ч-51
Оптический прицел ОП2-50 предназначен для ведения прицельной стрельбы прямой наводкой из 57-мм противотанковой пушки Ч-51М (Ч-51), установленной на авиадесантную артиллерийскую самоходную установку АСУ-57.
Оптическая характеристика прицела ОП2-50:
Увеличение. . . . 5,5х
Поле зрения . . . 11°
Диаметр выходного зрачка . . . 5,5 мм

Удаление выходного зрачка . . . 24,5 мм

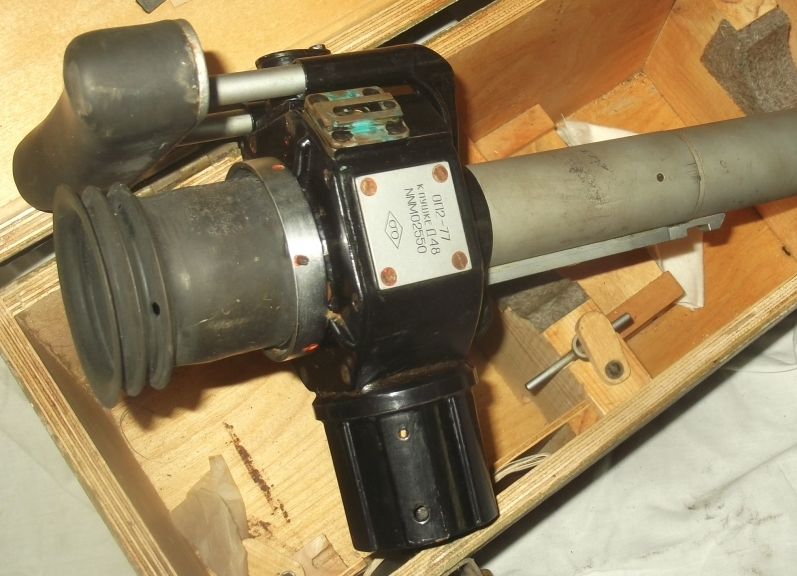
Оптический прицел ОП2-77 к пушке Д-48.

### Оптический прицел ОП2-77 к 85-мм противотанковой пушке Д-48
Оптический прицел ОП2-77 предназначен для прицеливания при стрельбе прямой наводкой из 85-мм противотанковой пушки Д-48.
Оптическая характеристика прицела ОП2-7:
Увеличение. . . . 5,5х
Поле зрения . . . 11°
Диаметр выходного зрачка . . . 5,5 мм
Удаление выходного зрачка . . . 24,5 мм
Наибольшая возможная величина регулировки прицела по направлению, по высоте . . . ±10 делений угломера

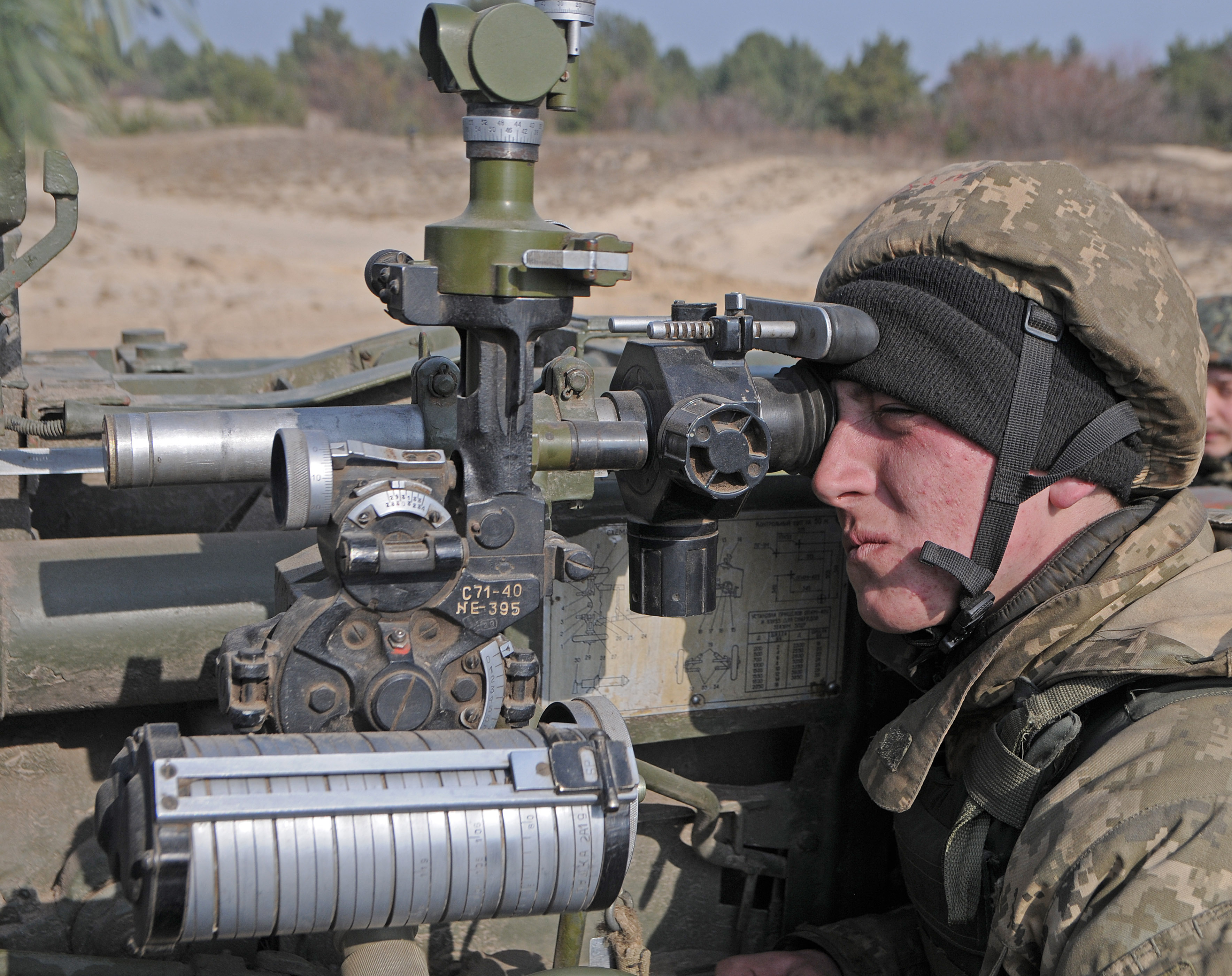
Оптический прицел ОП4-40У установленный на 100 мм пушке МТ-12.

### Оптический прицел ОП4-7 к 85-мм дивизионной пушке Д-44
Оптический прицел ОП4-7 предназначен для стрельбы прямой наводкой из 85-мм дивизионной пушки Д-44.
Оптическая характеристика прицела ОП4-7:
Увеличение. . . . 5,5х
Поле зрения . . . 11°
Диаметр выходного зрачка . . . 5,5 мм
Удаление выходного зрачка . . . 24,5 мм
Наибольшая возможная величина регулировки прицела по направлению, по высоте . . . ±8 делений угломера

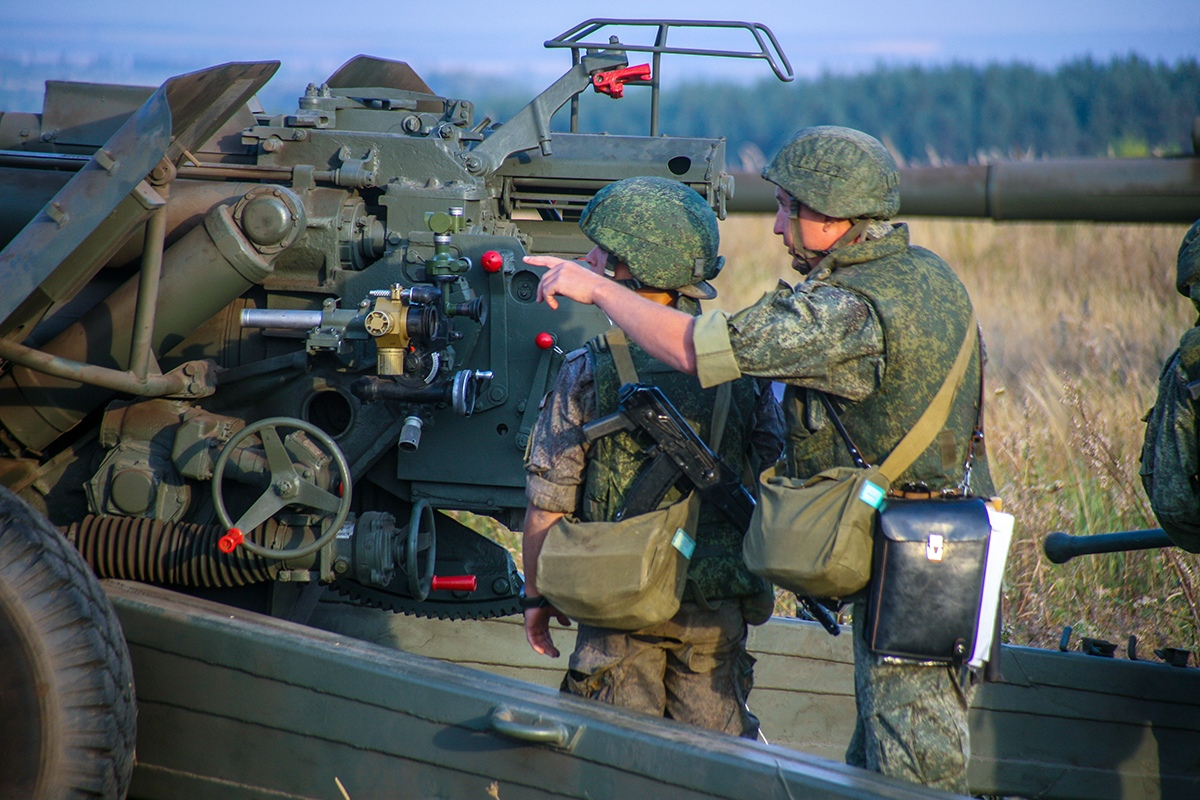
Прицел ОП4М-97К на 152-мм гаубице Мста-Б

### Оптический прицел ОП4М-97К (ОП4-91А) к 152-мм пушке-гаубице Д20 и 152-мм гаубице 2А65 (Мста-Б)
Увеличение. . . . 6х
Наибольшая возможная величина регулировки прицела по направлению, по высоте . . . ±22 делений угломера